# Hall PH
Die Hall PH war ein zweimotoriges Flugboot in Doppeldeckerbauweise der Hall Aluminum Aircraft Corp. Während des Zweiten Weltkrieges wurden solche Flugzeuge der US Navy und der Coast Guard neben der Küstenüberwachung auch für U-Boot-Abwehr ausgerüstet.

## Geschichte
Die Entwicklung der Flugzeuge PH mündete in den Bau von 9 Stück PH-1. Diese hatten Motoren R-1750 mit 537 PS. 1936 wurden fünf oder sieben verstärkte Flugzeuge PH-2 ohne Bewaffnung für die Coast Guard gebaut. Die PH-3 von 1938 war nochmals aerodynamisch verbessert mit einem komplett geschlossenen Cockpit und erhielt eine verbesserte Ausrüstung. Die sieben PH-3 und einige PH-2 erhielten eine U-Boot-Abwehr-Ausrüstung. Noch vor Kriegsende wurden die Flugzeuge durch modernere Flugzeuge ersetzt.

## Konstruktion
Die PH war ein verspannter Doppeldecker. Das Leitwerk war abgestrebt, der obere Flügel war unten stoffbespannt. Der Rumpf war mit fünf Schotten in Ganzmetall gebaut und der Bootsrumpf hatte ein Stufe. Die Stützschwimmer hatten keine Stufe. Die Motoren waren an Streben zwischen den Flügeln angeordnet. Am Rumpfbug gab es Griffstangen, damit sich Schiffbrüchige daran fest halten konnten. Als Transporter konnte das Flugboot 20 Soldaten transportieren.

## Technische Daten
| Kenngröße             | Daten                                                          |
| --------------------- | -------------------------------------------------------------- |
| Typ                   | Küstenüberwachung, Seenotrettung und U-Boot-Jäger              |
| Besatzung             | 4                                                              |
| Länge                 | 15,54 m                                                        |
| Spannweite            | 22,20 m                                                        |
| Flügelfläche          | 108,73 m²                                                      |
| Flügelstreckung       |                                                                |
| Flächenbelastung      |                                                                |
| Leermasse             | 4.350 kg                                                       |
| max. Startmasse       | 8.000 kg                                                       |
| Antrieb               | zwei Sternmotoren Wright R-1820-F51 mit je 875 PS (ca. 640 kW) |
| Höchstgeschwindigkeit | 256 km/h                                                       |
| Reichweite            | 3.700 km                                                       |
| Bewaffnung            | Zwei Doppel-MG (PH-1), vier Wasserbomben am Unterflügel        |